# ستيوارت ثورغود
ستيوارت ثورغود (بالإنجليزية: Stuart Thurgood)‏ (مواليد 4 نوفمبر 1981)، هو لاعب كرة قدم سابق كان يلعب كلاعب وسط.

## وصلات خارجية
- ستيوارت ثورغود على موقع قاعدة بيانات كرة القدم.إي يو (الإنجليزية)
- ستيوارت ثورغود على موقع Soccerbase.com (لاعب) (الإنجليزية)
- ستيوارت ثورغود على موقع Soccerway.com (الإنجليزية)
- ستيوارت ثورغود على موقع عالم كرة القدم.نت (الإنجليزية)